# Monte Sodoma
Monte Sodoma (em árabe: جبل السدوم, Jabal(u) 'ssudūm; em hebraico:  הר סדום, Har Sedom) é uma colina, localizada na parte sudoeste do Mar Morto, em Israel, faz parte da Reserva Natural do Deserto da Judeia. Acredita-se que o Monte Sodoma iniciou suas elevação há centenas de milhares de anos, e continua crescendo 3,5 mm por ano.
O mais notável é que o monte é composto quase inteiramente de halita, (sal-gema). Tem cinco milhas (8 km) de comprimento, três milhas (5 km) de largura e situa-se a 742 pés (226 m) acima do nível da água do Mar Morto. Devido ao tempo, por vezes algumas das suas porções são separadas. Um desses pilares separados foi rotulado como a "mulher de Lot", uma referência à mulher de Lot (Ló) no relato bíblico da destruição de Sodoma e Gomorra.

## Galeria

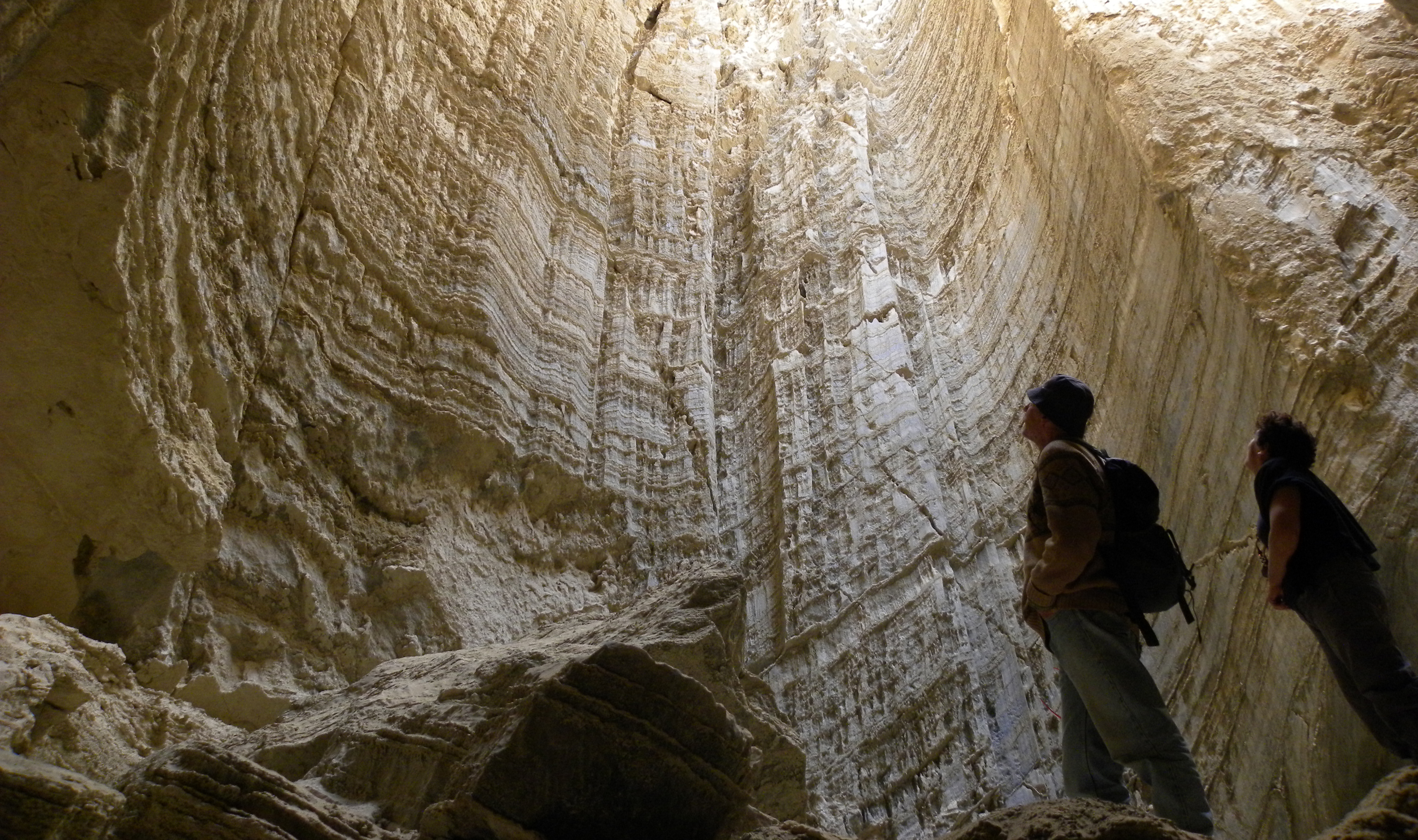
Caverna Salt cave, no Monte Sodoma.
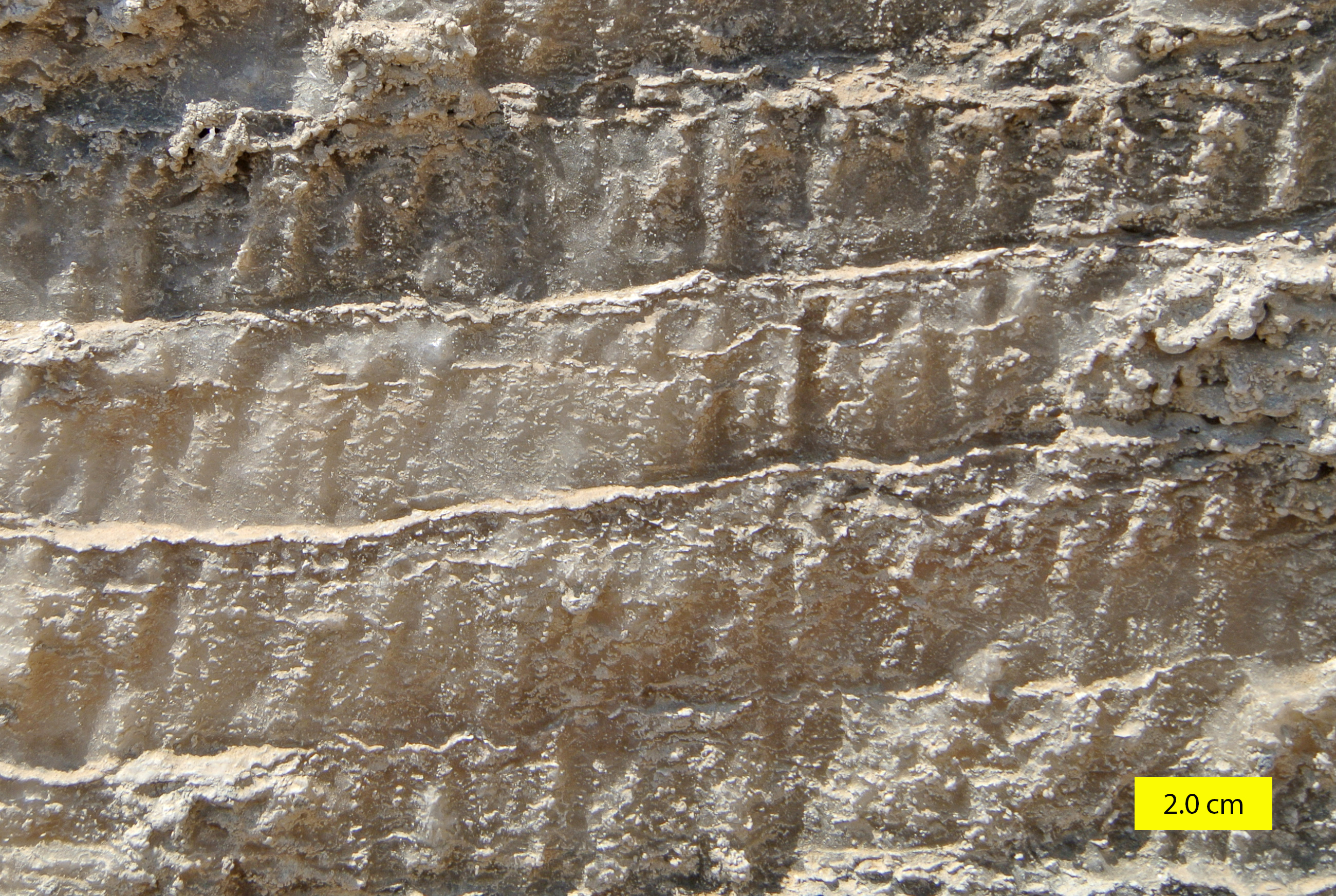
Camadas de halita no Monte Sodoma, Israel